# Platyvalvata dalatiensis
Platyvalvata dalatiensis är en insektsart som beskrevs av Zhang, Wei och Webb 2006. Platyvalvata dalatiensis ingår i släktet Platyvalvata och familjen dvärgstritar. Inga underarter finns listade i Catalogue of Life.